# تذنب

زيغ عدسة واحدة. البقعة المستديرة تبدو ولها ذيل

في البصريات (خاصة المقاريب) ، يشير مصطلح الزيغ الهالي أو التذنب (بالإنجليزية: Coma)‏ وتنقحر إلى كومة، في نظام بصري إلى انحراف الأشعة الضوئية بسبب عيب في التصميمات البصرية أو بسبب عيب في العدسة أو مكونات أخرى تؤدي إلى عدم وضوح الصورة ، مثل ظهور النجوم مشوهة، ويبدو أن لديها ذيل ( زيغ ) مثل المذنب . على وجه التحديد، يتم تعريف الزيغ البصري على أنه اختلاف في التكبير عبر حدقة العين . في الأنظمة البصرية الانكسارية أو لانكسارية، خاصة تلك التي تصور نطاقًا طيفيًا واسعًا، يمكن أن يكون الزيغ دالة لطول الموجة، وفي هذه الحالة تكوّن شكلاً من أشكال الانحراف اللوني .

## ملخص
الزيغ البصري هو خاصية متأصلة في التلسكوبات التي تستخدم المرايا المكافئة . على عكس المرآة الكروية، سيتم تركيز حزمة من الأشعة المتوازية الموازية للمحور البصري تمامًا في نقطة معينة (إذا كانت المرآة خالية من الانحراف الكروي ) ؛ تلك النقطة تسمى بؤرة. ومع ذلك، هذا صحيح فقط إذا كانت الأشعة موازية لمحور المرآة المشكلة في هيئة القطع المكافئ. عندما تسقط الأشعة الواردة على المرآة بزاوية، لا تنعكس الأشعة الفردية على نفس النقطة. عند النظر إلى نقطة بعيدة عن المحور البصري، فإن بعض الضوء الوارد من تلك النقطة سيضرب المرآة بزاوية. يؤدي هذا إلى ظهور صورة ليست في وسط حقل الرؤية . وكلما زاد الانحراف عن محور المرآة (أو زادت الزاوية المقابلة للنقطة مع المحور البصري) ، كان هذا التأثير أسوأ. هذا يجعل النجوم تبدو وكأنها مصابة بزيغ مذنبة ، ومن هنا جاءت تسميتها.
تتضمن مخططات تقليل الزيغ في البصريات إدخال انحراف كروي مثلما في أنظمة مقاريب شميدت وماكسوتوف و ACF وريتشي كريتيان البصرية. تم تصميم عدسات التصحيح " مصححات الزيغ " لتلسكوب نيوتون" والتي تقلل الزيغ في التلسكوبات أقل من f / 6. تعمل هذه عن طريق نظام العدسة المزدوجة من عدسة محدبة مستوية وعدسة مقعرة مثبتة في ماسك العدسة العينية، وهذا يشبه عدسة بارلو .
يمكن تقليل زيغ العدسة المفردة أو نظام عدسات (وفي بعض الحالات التخلص منها) عن طريق اختيار انحناء أسطح العدسة لتتناسب مع التطبيق. تسمى العدسات التي يتم فيها تقليل كل من الانحراف الكروي والزيغ عند طول موجي واحد بــ bestform أو عدسات aplanatic.

## في رؤية الإنسان
الزيغ العمودي هو أكثر أنواع الانحراف الأكثر شيوعًا في عيون مرضى القرنية المخروطية . يعتبر الزيغ أيضًا عرضًا مؤقتًا شائعًا لإصابات القرنية أو السحجات، وفي هذه الحالة يختفي العيب البصري تدريجيًا أثناء شفاء القرنية.

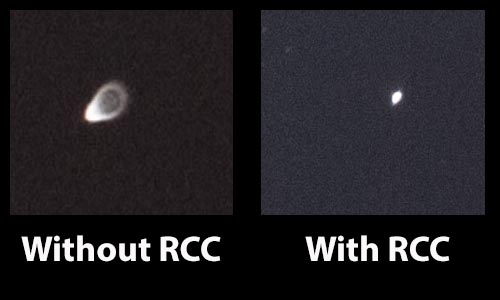
هذه مقارنة بين الزيغ في تلسكوب نيوتوني غير مصحح f / 3.9 مقابل تأثير الزيغ باستخدام مصحح بادر رو للزيغ.

## روابط خارجية
- حول زيغة في تلسكوب نيوتن
- انحراف الزيغ في يوتيوب